# 4827 Dares
4827 Dares (1988 QE) là một thiên thể Troia của Sao Mộc, trong nhóm Troia, được phát hiện ngày 17 tháng 8 năm 1988 bởi Shoemaker, C. S. ở Palomar.